# Hildadina marina
Hildadina marina är en insektsart som beskrevs av Thierry Bourgoin 1986. Hildadina marina ingår i släktet Hildadina och familjen Tettigometridae. Inga underarter finns listade i Catalogue of Life.